# Kamehameha IV
Kamehameha IV (Alexander 'Iolani Liholiho; Honolulu, 9 de fevereiro de 1834 - Honolulu, 30 de novembro de 1863) foi o rei do Reino do Havaí, de 11 de janeiro de 1855 a 30 de novembro de 1863.

## Primeiros anos

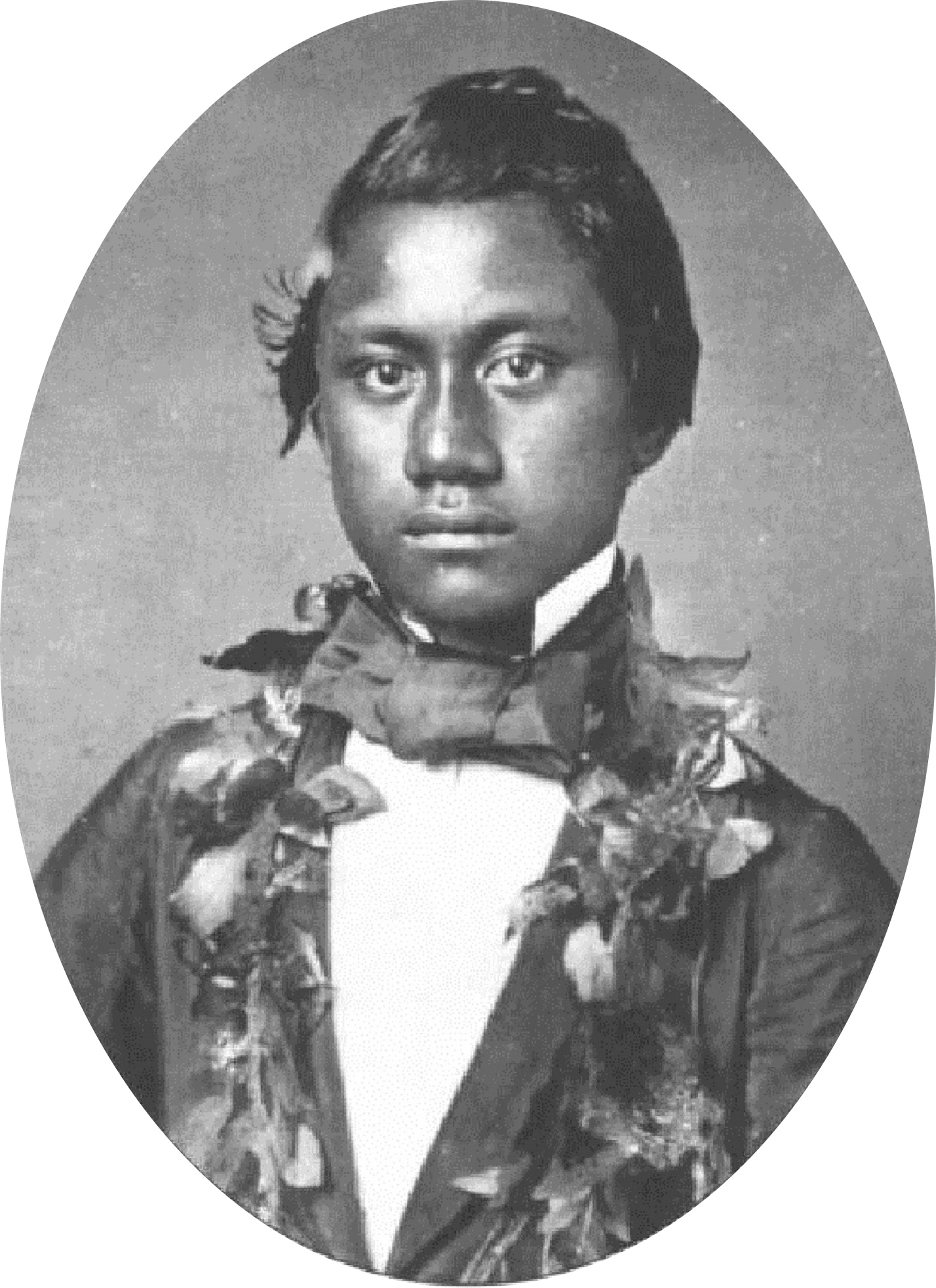
Alexander Liholiho na juventude

Alexander (Alexandre) Liholiho nasceu em Honolulu, ilha de O'hau, em 9 de fevereiro de 1834. Seu pai foi o governador de Oha'u, Kekūanāoʻa e sua mãe a primeira-ministra do Havaí (Kuhina Nui) Kaahamanu III. Era neto de Kamehameha I, unificador e primeiro rei do Havaí. Alexander tinha três irmãos mais velhos David Kamehameha, Moses Kekūāiwa e Lot Kapuāiwa e uma irmã mais nova Victoria Kamāmalu. Ainda criança foi adotado por seus tios, o rei Kamehameha III e sua esposa, a rainha Kamala. Sendo declarado herdeiro do trono.
Seu nome 'Iolani significava Falcão Celestial ou Falcão Real.

### Educação e Diplomacia
Alexander foi educado pelos missionários britânicos Sr. Amos Starr Cooke e sua esposa Juliette Montague Cooke na Royal School of Honolulu. O rei Kamehameha III também supervisionou sua educação e de seus irmãos, principalmente Lot. Alexander e seu irmão Lot tiveram como tutor Gerrit Parmele Judd, com quem viajaram á vários lugares com fins instrutivos e diplomáticos, como a Califórnia e Washington D.C, nos Estados Unidos. Também fizeram viagens ao Panamá, Jamaica e a França, onde conversaram com o presidente Luís Napoleão Bonaparte. Também viajaram a Londres em audiência com príncipe Alberto, consorte de Vitória do Reino Unido.

### Subida ao Trono
Retornando de sua viagem mundial, Alexander foi nomeado para o Gabinete Real de Kamehameha III. Como ministro do gabinete real, ele teve a oportunidade de adquirir a experiência administrativa que um dia utilizaria como rei do Havaí. Durante sua gestão, ele também estudou várias línguas estrangeiras. Ele se acostumou com as normas sociais europeias tradicionais, nas quais o Reino do Havaí foi baseado. De novembro a janeiro de 1855, Alexander subiu ao trono como Kamehameha IV, sucedendo a morte de seu tio como monarca do Havaí na idade de vinte anos.

## Reinado

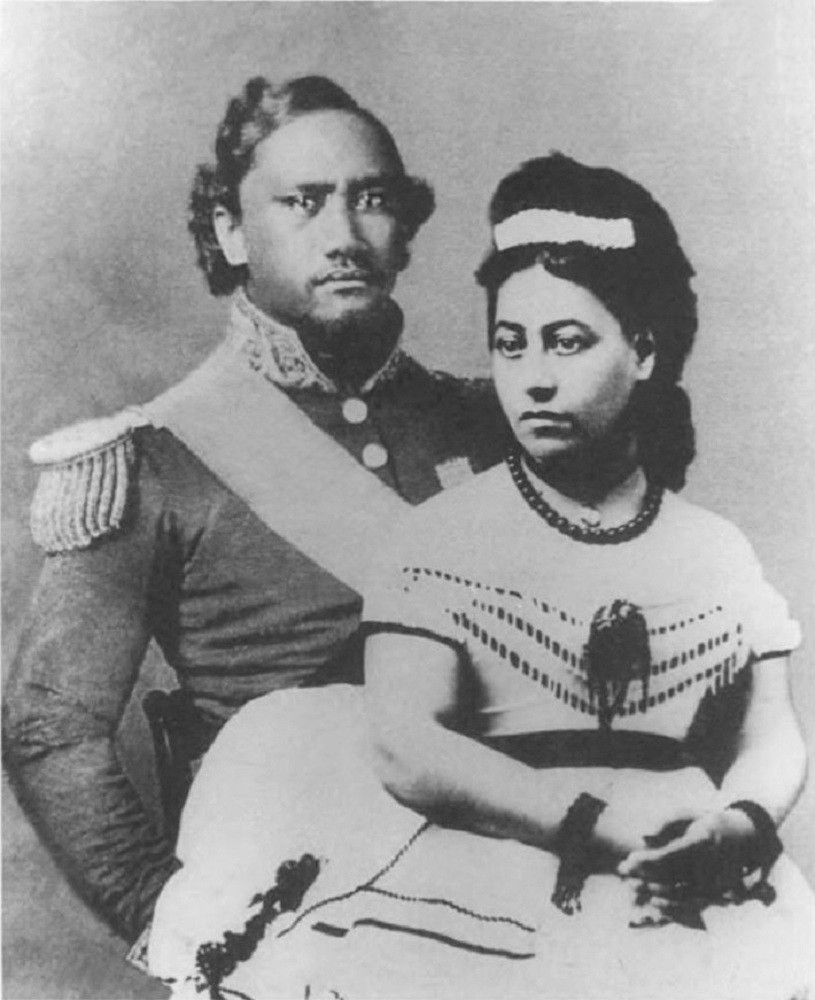
Kamehameha IV e sua esposa Emma.

Seu primeiro ato como rei foi interromper as negociações que seu pai havia começado a respeito da anexação do Havaí pelos Estados Unidos. Seus ministros foram: Wyllie, como ministro das Relações Exteriores, Keoni Ana que atuou como ministro do interior, Elisha Hunt Allen como ministro das finanças e Richard Armstrong como ministro da educação. William Little Lee serviu como presidente do tribunal, até ser enviado em uma missão diplomática e depois morrer em 1857. Allen tornou-se presidente do tribunal e David L. Gregg tornou-se ministro das finanças. Depois que Keoni Ana morreu, seu irmão, o príncipe Lot Kapuāiwa, foi ministro do interior.
Apenas um ano após assumir o trono, Alexandre tomou Emalani Kalanikaumakaʻamano Kaleleonālani Naʻea (Emma Rooke) como sua esposa e rainha. A rainha Emma era neta de Keoni Ana, também conselheiro real britânico de Kamehameha I, o primeiro monarca havaiano, que por outro lado era seu tio-avô.
Uma vez casado em 1856, o casal real teve seu único filho, Albert Kamehameha. A Rainha Vitória do Reino Unido foi sua madrinha no batismo do Príncipe Albert na Catedral de Santo André em Honolulu. O príncipe faleceu em 1862. Todo o Havaí ficou chocado com a perda da criança que eles já amavam como seu futuro rei. A morte de seu primogênito foi muito sentido por Kamehameha, já que o príncipe estava descontente com um presente dado a ele e seu pai, com a intenção de "acalma-lo" o deu um banho frio, o que pode ter causado uma hipotermia resultando em sua prematura e trágica morte.

### Resistência a Influência Americana
Na época da ascensão de Kamehameha ao trono, a população local americana continuou a crescer. Eles começaram a exercer uma pressão política e econômica significativa sobre o Reino do Havaí. Kamehameha estava preocupado que os Estados Unidos da América anexassem a força sua nação. Em uma tentativa de equilibrar a influência dos interesses americanos, Kamehameha lançou uma campanha com o objetivo de limitar a dependência havaiana dos negócios e do comércio com a América. Ele pretendia chegar a acordos com o governo do Reino Unido e outras nações europeias, mas seu reinado não durou o suficiente para que isso tivesse repercussão.
Em agosto de 1861, ele emitiu uma declaração de neutralidade na Guerra Civil Americana.

### Legado
Kamehameha e a Rainha Emma dedicaram grande parte de seu reinado a fornecer cuidados de saúde e educação de qualidade para seus súditos. Eles estavam preocupados com o fato de que doenças estrangeiras, como lepra e gripe, dizimariam a população havaiana nativa. Em 1855, Kamehameha inaugurou a assembleia legislativa ao anunciar um plano ambicioso para promover a saúde pública, que incluía a construção de hospitais públicos e lares para idosos. A assembleia legislativa, com o apoio da Constituição de 1852, que limitava a autoridade do monarca, pôs fim aos planos do sistema de saúde de Kamehameha.
Os reis responderam à recusa da legislatura em financiar o projeto pressionando os empresários locais, comerciantes e residentes ricos a financiar o projeto. A arrecadação de fundos foi um tremendo sucesso e o casal real construiu o Queen's Hospital, um dos centros médicos mais tecnologicamente avançados do mundo hoje. O esforço de arrecadação de fundos foi lucrativo o suficiente para abrir uma unidade para o tratamento da hanseníase na ilha de Maui.

## Morte
Alexander morreu de asma sofrimento crônico a 30 de novembro de 1863, sendo sucedido por seu irmão, que tomou o nome Kamehameha V. Alexandre tinha apenas 29 anos.
A rainha Emma continuou a se envolver ativamente na vida política do Havaí. Quando a dinastia Kamehameha terminou e o rei Lunalilo morreu sem deixar seu próprio herdeiro e o parlamento teve de votar para um novo monarca, a qual a ex-Rainha Emma concorreu sem sucesso para o rainha reinante do Reino do Havaí. Ele perdeu para o rei David Kalākaua , que estabeleceria sua própria dinastia.
Alexander (como Kamehameha) e Emma são lembrados com um feriado dentro do calendário litúrgico da Igreja Episcopal dos Estados Unidos da América em 28 de novembro.